# Кјузе (Л'Аквила)
Кјузе (итал. Chiuse) је насеље у Италији у округу Л'Аквила, региону Абруцо.
Према процени из 2011. у насељу је живело 44 становника. Насеље се налази на надморској висини од 465 м.